# 鲁莱
鲁莱（法語：Roullée，法語發音：[ʁule]）是法国萨尔特省的一个旧市镇，属于马梅尔斯区。2015年，鲁莱与邻近的5个市镇合并为新市镇佩尔塞涅新城。

## 地理
鲁莱（48°27'36"N, 0°18'0"E）面积20 平方千米，位于法国卢瓦尔河地区大区萨尔特省，该省份为法国西北部内陆省份，北起顺时针与奥恩省、厄尔-卢瓦省、卢瓦-谢尔省、安德尔-卢瓦尔省、曼恩-卢瓦尔省和马耶讷省接壤，是法国大西部的入口，连接卢瓦尔河谷、布列塔尼和巴黎盆地。
与鲁莱接壤的市镇（或旧市镇、城区）包括：萨尔特河畔圣莱热、卢兹。

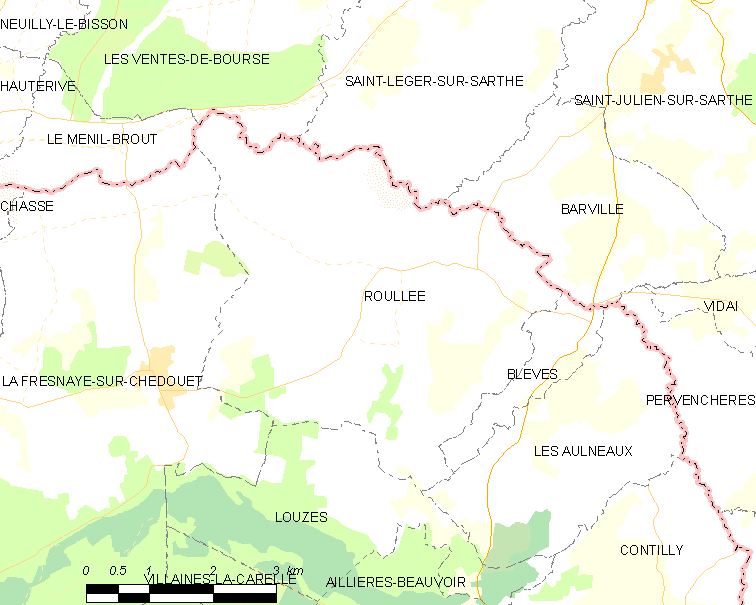
鲁莱的OSM定位图

鲁莱的时区为UTC+01:00、UTC+02:00（夏令时）。

## 行政
鲁莱的邮政编码为72670，INSEE市镇编码为72258。

## 政治
鲁莱所属的省级选区为马梅尔斯县。

## 人口

1962-2008年间鲁莱人口变化图示

鲁莱于2018年1月1日时的人口数量为237人。